# Yves Martin (producteur)
Pour les articles homonymes, voir Martin et Yves Martin.
Yves Martin était un auteur-compositeur-interprète et producteur québécois né à Montréal en 1948 et décédé dans la même ville le 4 septembre 1980.

## Biographie

### Début de carrière
Yves Martin a commencé sa carrière en tant qu'interprète en 1965 et a enregistré quelques 45 tours, mais il s'est rapidement tourné vers une carrière d'auteur et de compositeur. Il a écrit ou adapté des succès pour des groupes des années 60 tels que Les Baronets et Les Mersey's. À partir de 1971, il a formé un duo avec le chanteur Gilles Brown et enregistré deux albums avec lui. Ils ont connu de grands succès avec des chansons telles que « Il ne faut pas pleurer », « Il faut se dire adieu » et « Pardonne-moi ». La même année, il a fondé la maison de disques « Campus » et est devenu producteur pour plusieurs artistes, dont Nicole Martin, Jimmy Bond, Pierre Létourneau, Mimi Hétu et Michel Pilon.
En 1972, sur son label « Campus », Yves Martin a produit le premier simple du clown Patof, un personnage pour enfants créé pour la télévision par le comédien Jacques Desrosiers. Pour que les enfants ne soient pas trop dépaysés, l'image du clown était même affichée sur le disque. La célèbre chanson « Patof Blou » (une adaptation du grand succès « Mamy Blue » de Roger Whittaker) est rapidement devenue disque d'or (100 000 exemplaires vendus). Le deuxième simple « Patof le roi des clowns » a également atteint le statut de disque d'or. Jusqu'en 1976, Yves Martin a sorti plus d'une vingtaine d'albums de Patof, dont « Patof en Russie », « Patof chez les esquimaux », « Patof chez les coupeurs de têtes », « Patof dans la baleine », « Patof chez les petits hommes verts », « Patof chez les cowboys », « Patof chante 10 chansons pour tous les enfants du monde » et « Patofville – Patof chante pour toi ».
En 1973, il produit les artistes de la compagnie « Nobel » de l’homme d’affaires Guy Cloutier avec qui il est associé. En 1975, il enregistre ses dernières chansons et décide de devenir exclusivement réalisateur et producteur de disques. Il fonde une autre compagnie de disques, « Pacha », pour produire trois autres artistes populaires : Jacques Salvail, Tony Massarelli et surtout Nanette Workman pour qui il produit le fameux disque « Lady Marmelade ». C’est en 1976 qu’il lance « Les Disques Martin » avec Nicole Martin comme artiste principale. 

### Auprès deNicole Martin
C’est en 1971 que débute la collaboration de la chanteuse Nicole Martin avec son ami et producteur Yves Martin (aucun lien de parenté entre les deux artistes). Ce dernier lui fait enregistrer ses premiers succès en 1971 (« Une photo de toi » et « Tout tourne et tout bouge ») ainsi qu’un album en 1972 intitulé La Première Nuit d'amour, le premier d’une longue série. À partir de 1974, Yves Martin écrit et/ou compose plusieurs chansons pour la chanteuse, notamment « On est fait pour vivre ensemble », qu’elle interprète en duo avec Jimmy Bond sur l’album « Les cœurs n'ont pas de fenêtres ». L’année suivante, en 1975, Yves Martin écrit avec Pierre Létourneau un énorme succès pour Nicole Martin. En effet, la chanson « Oui paraît-il » extraite de l’album éponyme « Nicole Martin » se retrouve en première position des différents palmarès et, bien des années plus tard, en 2011, la chanson est intronisée au Panthéon des Classiques de la SOCAN pour avoir été diffusée plus de 25 000 fois à la radio.
En 1976, Yves Martin lance la compagnie de disques « Les Disques Martin » spécifiquement pour Nicole Martin. Certains des plus grands albums de la chanteuse sont sortis sur cette étiquette, notamment « L'Hymne à l'amour » en 1976, « Je lui dirai » en 1977, « Ne t'en va pas » en 1978, puis « Laisse-moi partir » et « Noël avec Nicole Martin » en 1979. Pendant cette période, Yves Martin écrit plusieurs textes pour Nicole Martin, en particulier sur l’album « L'Hymne à l'amour ». Parmi ceux-ci, on retient « Il suffit » et « Quand j’entends cette musique », ainsi que « Au nom de l’amour » et « C’est bon de faire l’amour », sur des musiques du compositeur québécois Angelo Finaldi. Plus tard, en 1979, il participe avec Pierre Létourneau, Angelo Finaldi et le compositeur Hovaness 'Johnny' Hagopian à l’écriture d’un autre très grand succès de Nicole Martin : la chanson « Tout seul au monde ».

### Fin de carrière
Sur son étiquette « Les Disques Martin », Yves Martin ne produit pas seulement Nicole Martin. Il lance également plusieurs disques pour le chanteur Georges Thurston, alias « Boule Noire », dont les fameux albums « Aimer d’amour » en 1978, « Il me faut une femme » en 1979 et « Love Me Please » en 1980. Il travaille également aux côtés de Pierre Leduc (album « Renaître » paru en 1978), Michel Pagliaro, Donald Lautrec, Fernand Gignac, la choriste Louise Lemire et l’interprète Nicole Cloutier. Il publie l’album « La vie de ville » de Pierre Létourneau en 1979, un an après avoir produit « Quand on ne s’aime plus », une chanson que Létourneau enregistre en duo avec Nicole Martin sur une musique du compositeur Germain Gauthier. Toujours en 1979, Yves Martin publie l’album « Radio Star », une série de pot-pourris de Nicole Martin, Jean-Pierre Ferland, Robert Charlebois, Ginette Reno, Pierre Lalonde et d'autres artistes, pour célébrer le 25e anniversaire de la station de radio CJMS. À l’automne de cette même année, lors du tout premier gala de l’ADISQ, le producteur se voit décerner le Prix Félix du réalisateur de disques de l’année (l’album « Laisse-moi partir » de Nicole Martin ayant été rapidement certifié disque d’or et « Noël avec Nicole Martin » ayant atteint le statut de disque triple platine).
Malheureusement, malgré tous ces succès et au beau milieu d'une carrière prometteuse, c'est en 1980 qu'Yves Martin disparaît tragiquement en mettant fin à ses jours à l'âge de 32 ans. Nicole Martin, se retrouvant sans producteur, décide de poursuivre sa carrière en s'autoproduisant. En collaboration avec son conjoint Lee Abbott, elle crée sa propre maison de disques, les Disques Diva. Quant à Yves Martin, il laisse derrière lui ses deux enfants : sa fille Karine et son fils Iohann Martin. Ce dernier connaîtra plus tard une belle carrière dans le monde des affaires et deviendra, en 1997, le conjoint de la chanteuse et actrice Mitsou Gélinas.

## Discographie

### Albums
- 1972 : Yves Martin et Gilles Brown (Campus, CAM-1651)
- 1973 : Il faut se dire adieu (avec Gilles Brown) (Campus, CAM-1661)
- 1974 : Disque d’or (Campus, CAM-39304)

### Simples
- 1965 : Tu perdras tes amis / À bout de nerf (Première)
- 1966 : Pleure, pleure / Pour moi, c’est fini (Première)
- 1967 : Martine / Adieu (Capitol)
- 1967 : On m’appelle Don Juan / Sur cette terre (Capitol)
- 1968 : Ce soir je veux oublier (avec Marc Hamilton) (Carrousel)
- 1971 : Un souvenir / On est ben tannés (Trans-Canada)
- 1971 : Il ne faut pas pleurer / Non monsieur (avec Gilles Brown) (Campus)
- 1972 : Il faut se dire adieu / Je t’invite à l’amour (avec Gilles Brown) (Campus)
- 1972 : Ce soir / Pour tous les âges (avec Gilles Brown) (Campus)
- 1972 : Alors pourquoi ne pas dire que tu m’aimes / La route est longue (avec Gilles Brown) (Campus)
- 1973 : Pardonne-moi / Tant que l’on s’aimera (avec Gilles Brown) (Campus)
- 1973 : Viens, viens / Prends mon cœur (avec Gilles Brown) (Campus)
- 1973 : Baby Love / Instrumental (avec Michèle Richard) (Trans-Canada)
- 1974 : Dieu m’a donné / Loin de vous (Pacha)
- 1975 : Entre nous / Instrumental (Pacha)
- 1975 : Mes mains / Avez-vous vu Lulu ? (Pacha)

### Livres
- 1978 : Pierre Brousseau, Une étoile est née : Nicole Martin, Montréal, Héritage, 1978, 93 p. (ISBN 0-7773-3820-3 et 978-0-7773-3820-9, OCLC 671925758)
- 1992 : Robert Thérien et Isabelle D’Amours, Dictionnaire de la musique populaire au Québec de 1955 à 1992, Québec, Institut québécois de recherche sur la culture, 1992, 580 p. (ISBN 2-89224-183-9 et 978-2-89224-183-9, OCLC 27225192, BNF 37445657)